# Instructie inzake de criteria om roepingen te beoordelen van personen met homoseksuele neigingen met het oog op hun toelating tot het seminarie en de Heilige Wijdingen
De Instructie inzake de criteria om roepingen te beoordelen van personen met homoseksuele neigingen met het oog op hun toelating tot het seminarie en de Heilige Wijdingen is een instructie van de Congregatie voor de Katholieke Vorming van 4 november 2005, gedachtenis van de Zalige Carolus Borromeus, patroonheilige van de seminaries. Ze werd opgesteld onder leiding van Zenon Kardinaal Grocholewski, prefect van de Congregatie voor de Katholieke Vorming en goedgekeurd door paus Benedictus XVI op 31 augustus 2005. Ze verscheen op 29 november 2005.
In de instructie wordt verduidelijkt dat de kerk, "terwijl ze de betroffen personen ten diepste respecteert, niet diegenen tot het seminarie en tot de gewijde ordes kan toelaten die de homoseksualiteit praktiseren, diep ingewortelde homoseksuele neigingen vertonen, of ‘gay culture’ ondersteunen."